# Seferihisar
Seferihisar je město a distrikt v provincií İzmir v Turecku. Rozloha činí 375 km², ve městě žije přibližně 45 tisíc obyvatel. Centrum města se nachází v nadmořské výšce 28 metrů nad mořem, zástavba se rozprostírá k Egejskému moři. Poblíž města se nachází starověké město Teos.
Ekonomika distriktu Seferihisar je založena na zemědělství. Úroveň gramotnosti v distriktu činí 99 %. Ve čtvrti Sığacık se nachází přístav, jde také o turistické letovisko.
8. prosince 2007 se poblíž Seferihisaru převrátila loď s migranty, která mířila na Chios.
V prosinci 2009 se Seferihisar stal prvním tureckým městem, které získalo členství v Cittaslow.